# Egyszerűség (vallás)
Az egyszerűség az ember életvitelében a lelki felemelkedés egyik alapelve. Az önkéntes egyszerűség lemondás a világi javakról és a materialista életmód elutasítása. Mint erény, a büszkeség, a képmutatás, a dőzsölés ellentéte és valamennyi világvallás tanításában jelen van. A nagy vallási és spirituális tanítók hangsúlyozták az egyszerű élet fontosságát.
A mai világ, amely az anyagi dolgokat és érzéki örömöket istenesíti, az életet pusztán véletlenszerű eseménynek tekinti. Az „egyél, igyál, légy boldog, egyszer élsz!” tanát hirdeti és a vágyak kielégítését tekinti a létezés egyedüli céljának. A világban őrült rohanásnak lehetünk szemtanúi az egyének, családok, társadalmak közötti versengésben, hogy túlszárnyaljunk másokat az anyagi kényelem és a fényűzés növelése érdekében.
A legtöbb ember szemében azok a nagy emberek, akik hatalmas vagyonra tettek szert, befolyásuk van, vagy akiket sztárokként rajonganak körül. A világtól készen kapott eszméket, képeket, előregyártott ítéleteket raktározunk el. Az óriásplakátok és reklámok által teremtett ideálok azt sugallják az embereknek, hogy nem tökéletesek addig, míg a mintát nem tudják követni, nem elég jók, míg nem birtokolnak eleget a fogyasztói javakból. Egyszerűen élni szinte nevetséges dolog, ugyanúgy mint kívül lenni a trendi irányzatokon. A médiából áramló szemlék, összefoglalások alakítják az emberek benyomásait, életszemléletét.
Amikor az egyén emelkedni akar, teljes mértékben igaza van, de a legtöbb ember súlyosan téved a felhasználandó eszközöket illetően.
A vallási iratok alapján az ember igazi hatalma és nagysága nem abban rejlik, amije van, hanem abban, „ami”: a lényében.

## Kereszténység
Krisztus földi élete idején meglehetősen szegény volt. Elutasított minden földi hatalmat és dicsőséget. Megalázkodott amikor eljött földünkre, hogy magára öltse az emberi természetet és egy jászolban született meg. Egyszerűek és kedvezőtlenek voltak életkörülményei. 
A rókáknak odújuk van, az ég madarainak pedig fészkük, az „Emberfiának” azonban nincs hová lehajtania a fejét. – nyilatkozta önmagáról.
Isteni dicsőségét eltakarta, hogy ne a külsejéből sugárzó fenség váljon az érdeklődés középpontjává. Földi élete mellőzött minden külső pompát. Nem fényűző vágyak kielégítésével akarta magához vonzani az embereket. Tanításaiban arra buzdította őket – és egyben bennünket – hogy ne a földi rangért, a földi dicsőségért és gazdagságért, hanem inkább az örök, mennyei jutalomért dolgozzunk. Minden formájában megfeddte az önző vágyak kielégítését. Megmutatta küldetését: a szívet akarja megtisztítani a bűn szennyétől, a lelket megrontó földi kívánságoktól. Az embereknek ezt tanácsolta:
```
Ne aggodalmaskodjatok tehát, és ne mondjátok: Mit együnk? vagy: Mit igyunk? vagy: Mivel ruházkodjunk? Mert mind ezeket a pogányok kérdezik. Mert jól tudja a ti mennyei Atyátok, hogy mind ezekre szükségetek van. Hanem keressétek először Istennek országát, és az ő igazságát; és ezek mind megadatnak néktek.
[
2
]
```

Aki az életet adományozta, jól tudja, hogy életünk fenntartása céljából táplálkoznunk kell. Aki testünket alkotta, tudja, hogy ruházatra is szükségünk van. Aki a magasabb rendű javakat is adományozta, vajon nem elégítené ki minden szükségletünket is teljesen? Jézus megmagyarázta a hallgatóinak, hogyha minden gondjukat a világ dolgaira fordítják, a hitetlenekre hasonlítanak, akik úgy élnek, mintha Isten nem létezne.
Jézus a madarakra és a természetben élő állatokra mutatott rá: „nem vetnek, nem aratnak, sem csűrbe nem takarítanak; és a ti mennyei Atyátok (mégis) eltartja azokat. Nem sokkal fontosabbak vagytok-é azoknál?” 
```
Ne gyűjtsetek kincseket magatoknak a földön
, ahol moly és rozsda emészti meg azt, és ahol tolvajok törnek be és lopják el azt. 
Inkább az égben gyűjtsetek magatoknak kincseket
, ahol sem moly, sem rozsda nem emészt, és ahol nem törnek be és nem lopnak tolvajok.  Mert ahol a kincsed van, ott lesz a szíved is
.
[
4
]
```

A legtöbb ember a figyelmét az anyagi világ felé fordítja, hogy aztán földi ideje és gondolatainak erejét ne használja másra, mint a rövid földi léten való átvergődésre. A földön gyűjtött kincs nem maradandó. Az anyagi dolgok annyira lefoglalhatják a gondolatokat és az ember idejét, hogy a mennyei dolgok mindinkább háttérbe szorulnak.
Napjainkban a vagyonszerzési vágy és hajsza olyan erős, hogy maga alá gyűr mindent. Sok ember akar gazdag lenni, de miközben a pénz után törtet lemarad az életről. 
A vagyonszerzési láz megbabonázza a lelket, minden nemesebb érzést kiölve, végül sokszor erkölcsi romlásba döntve az embert. A pénz szolgálata gondokkal, küzdelmekkel és kimerítő munkával jár; de a legnagyobb fáradsággal összekuporgatott anyagi javak is csak időszakosak. Az istenfélő ember nem mulandó kincseket gyűjtöget, hanem jó cselekedetekben, imában és szolgálatban oly kincseket halmoz fel Isten előtt, amely örökre javára válik. Minél több időt és energiát fordítunk az anyagi dolgok megszerzésére, annál kevesebb időnk marad embertársainkra, lelki fejlődésünkre, Isten szolgálatára.
Ha valaki a tárgyak megszerzéséért él és azokban keres boldogságot, az a valószínű, hogy előbb-utóbb boldogtalan lesz. A gazdagság gyakran csak fokozza a feszültséget és az aggodalmakat az ember életében. 
Igazi boldogság nem anyagi javakból vagy státuszból származik. Sokan akik ezt elérték, igen magányos emberek. A boldogság titka a cselekvés, nem pedig a birtoklás. Az igazi boldogságot a belső, lelki béke, továbbá Isten törvényeivel és az emberekkel való harmonikus kapcsolat adja. Eggyé válni az isteni bölcsességgel nagyobb kincs, mint amit ez anyagias világ kínál.
Sokan talán azt mondják: nem magamért gürcölök és dolgozok, hanem a gyermekeimért. 

Felnevelni egy gyermeket nem csak azt jelenti, hogy enni adunk neki, hanem azt is – és elsősorban azt – hogy megadjuk neki azt, ami által lehet valakivé. 

Ha biztosítani akarjuk gyermekeink jövőjét neveljük „emberré” őket. Ha gyermekeinkből embert nevelünk, nyugodtak lehetünk, hogy megszerzik majd maguknak a szükséges dolgokat, hogy emberek maradjanak és egyre inkább emberré váljanak.

### Anyagi lemondás
A legtöbb ember számára az életben az egyik legfontosabb dolog az anyagi javak gyűjtögetése. 
Az ember egyre nagyobb, hatalmasabb akar lenni és hogy azzá váljon, egész életében kínlódik, dolgozik, küzd, hogy minél több „javakat” szerezzen. Ha csak kerékpárja van, motort szeretne. Ha megvan a motorja, autót szeretne. Ha megvette az autót, esetleg újabb és nagyobb autót szeretne. És ez így megy tovább az összes anyagi javak terén: minél inkább kielégítjük őket, igényeink annál követelőzőbbek lesznek.
Hogy földi „javakat” szerezzünk, pénzre van szükségünk. Ha 150 ezret keresünk, úgy gondoljuk legalább 200 ezret kellene keresnünk. Ha megkeressük a 200 ezret, előbb-utóbb azt mondjuk, hogy a jóléthez legalább 300 ezret kellene keresnünk. Ha 300 ezret keresünk, valószínűleg azt is szűkösnek találjuk majd.
Jézus nem könnyítette meg az üdvösség útját és Ő maga sem választotta a könnyű utat, hanem a valóságban példát mutatott, mégpedig mindenki számára. 
Az önmegtagadás útját állítja követői elé. Nem ígért nekik fényűzést és gazdagságot, de megígérte, ami a földi javaknál sokkal többet ér: Isten országát. Eledelük lehet egyszerű, sorsuk szegénységbe taszíthatja őket, ám az Ő szava áll: szükségletüket mindig kielégíti.
Isten nem azért kívánja el tőlünk a lemondást, mert kínozni akar, hanem mivel ekkora az emberek ínsége Sátán uralma alatt, ezért a hívők által is szeretne másokon segíteni. Szeretne hasonló jóságos, önzetlen jellemet kifejleszteni, mint ami Őbenne van. Azt szeretné, hogy az egész örökkévalóságon át olyan lények legyenek mellette, akik már e földön másokért önkéntes szeretetből vállalták a lemondást, az anyagi áldozatokat és a mindenüket-odaáldozást.
Jézus örököstársaivá lehetünk az új földön a teljes odaadás és a világról és annak szokásairól való lemondás által.
```
Ekkor monda Jézus az ő tanítványainak: Ha valaki jönni akar én utánam, tagadja meg magát és vegye fel az ő keresztjét, és kövessen engem.
[
7
]
  
És aki föl nem veszi az ő keresztjét és úgy nem követ engem, nem méltó én hozzám.
[
8
]
```

Ahhoz, hogy az emberek készen álljanak Isten országára, nem szabad hagyniuk, hogy bármi is elterelje a figyelmüket az igaz imádatról. 
Amikor a világiasság elárasztja a hívők életét, az magával hozza a világ szokásait, rítusait és bálványait és egyre messzebbre távoznak az alázatosság, az önmegtagadás és az egyszerűség bibliai mércéjétől.
Ha Jézus Krisztust választjuk, akkor részt kell vennünk küldetésében. Hívő kereszténynek lenni annyi, mint Krisztust követni, feladni önző céljainkat és részt venni Isten megmentési tervének megvalósításában.
Isten igaz népének megtért emberekből kell állniuk, akik elhatárolják magukat e világ szokásaitól. Sokan akarnak egy megdicsőült Krisztust követni, de csak kevesen a keresztre feszítettet. Az igaz hívők azonban mindenhová követik Őt, úgy a nyomorúságban, a szorongattatásban, a nélkülözésekben, az önmegtagadásban, és ezért ők bizonyulnak méltóvá, hogy a mennyei örök megdicsőülésben is vele legyenek.
```
Minden rossznak gyökere a pénz szerelme
[
9
]
```

Pénz, pénz, pénz. Ez az a szennyes forrás, amelyből fertőzött víz folyik, ahol a kicsapongás kezet nyújt a kapzsiságnak. A pénz túlzott hajszolása elmebelileg, érzelmileg, sőt testileg is beteggé teheti az embert. Az anyagiakból ránk áradó „szerencse” éppoly változékony, mint a körülmények, amelyekből származik. Az ember kérdezze meg önmagától: „Valóban szükségem van erre, vagy csak bonyolítja az életemet? Jobbá teszi az életemet, vagy csak az értékes időmet rabolja?”
A szkepticizmus és az anyagiasság korában élünk. Az embereket elvakítja a gazdagság megtévesztő káprázata, a szívüket megkeményíti, fennhéjázóvá teszi őket, s elfeledteti velük Istent. A pénzhajhász társadalom hamissá és becstelenné teszi az embert. A civilizáció kormányozhatatlanná vált hajója irányíthatatlanul sodródik a céltalan élet, a vagyon értelmetlen felhalmozása, a gyűlölet, s végül az egyre valószínűbbé váló önpusztítás sziklája felé.
```
„Munkálkodjatok ne az eledelért, amely elvész, hanem az eledelért, amely megmarad az örök életre”
.
[
10
]

Add el minden vagyonodat, oszd szét a szegényeknek, és kincsed lesz a mennyben, azután jöjj, és kövess engem!
 
[
11
]
```

Az igazi hívők mennyei gazdagságot keresnek a földi, ideiglenes talmi csillogás helyett. Elvetik önző vágyaikat és a nagyra törést és ha kell, két kézzel adják oda mindenüket önként. Fittyet hánynak a világi hűhóra, mert ők az örök boldog honba törekednek.
Újra és újra megválhatunk olyan dolgainktól, ami nélkül meg tudunk lenni és ami nem feltétlenül szükséges a létfenntartásunkhoz. Ezeket a javakat embertársaink megsegítésére használhatjuk fel.
Az utolsó napon minden megsemmisül. Az, aki földi dolgokat gyűjtögetett magának, meglátja majd micsoda haszna volt életének.
Az időnk nagy részét Isten és az emberiség szolgálatára kell állítanunk, az emberek megmentésére. Önző vágyaink kielégítése távol visz minket Istentől. Jézus így tanított minket:  „Vegyétek fel magatokra az én igámat, és tanuljátok meg tőlem, hogy én szelíd és alázatos szívű vagyok; és nyugalmat találtok a ti lelkeiteknek”. Hordjátok velem a szolgálat igáját Isten dicsőítésére és az emberiség felemelésére, és igámat gyönyörűségesnek, terhemet könnyűnek találjátok majd.
```
Ne szabjátok magatokat e világhoz, hanem változzatok meg értelmetek megújulásával, hogy megítélhessétek, mi az Isten akarata, mi az, ami jó, ami neki tetsző és tökéletes.
[
13
]
```

A világ és amik a világban vannak, a hívő számára ne képezzenek szabályt. Egy olyan korban, amikor a környezettől jövő nyomás olyan erős, mint soha ezelőtt, a hívőnek nem szabad megengednie, hogy a világ befolyásolja az életvitelét, a szokásait.
Isten olyan embereket keres, akik nem a világ útját követik, akik nem akarnak egymás fölébe kerekedni, akik nem szubjektív boldogságigényüket akarják kielégíteni. Egyszerű embereket akar, de akik feddhetetlen jelleműek.
Aki a világ egoista útját követi, azt Jézus nem viheti magával Isten országába. Már itt a földön kell kifejlesztenünk magunkban Jézus nemes jellemét. Már ebben a földi életben mindenki ki van próbálva, milyen fából van faragva.
János apostol ezeket írta: Ne szeressétek a világot, se azokat, amik a világban vannak. Ha valaki a világot szereti, nincs meg abban az Atya (Isten) szeretete. Mert mindaz, ami a világban van, a test kívánsága, és a szemek kívánsága, és az élet kérkedése; nem az Atyától van, hanem a világból.
```
Amiképpen szent az, aki elhívott titeket, ti is szentek legyetek teljes életetekben!
 
[
15
]
```

A hívőknek egy megszentelődött életre kell törekedniük és nem az anyagi javakat és a földi sikert és karriert kell keresniük. A fő erőfeszítés ne a jelen életről való gondoskodásra irányuljon, hanem keressük a lelki táplálékot, azt a bölcsességet, amely az örök életbe is átnyúlik. Ezt egyedül Isten nyújthatja.
Krisztus korában is a pénz szeretete uralta a szenvedélyeket. Földi dolgok foglalták el a lélekben azt a helyet, amely jogosan Istent és a hitet illette volna meg. Így van ez napjainkban is.
```
És megkérdé őt egy főember, mondván: Jó Mester, mit cselekedjem, hogy az örök életet elnyerhessem? ..(Jézus mondá neki:) A parancsolatokat tudod: Ne paráználkodjál; ne ölj; ne lopj; hamis tanúbizonyságot ne tégy; tiszteld atyádat és anyádat... Az pedig monda: Mindezeket ifjúságomtól fogva megtartottam. Jézus ezeket hallván, monda néki: Még egy fogyatkozás van benned: Add el mindenedet, amid van, és oszd el a szegényeknek, és kincsed lesz mennyországban; és jer, kövess engem
.
[
16
]
```

Csak egy fogyatkozása volt: egy életfontosságú elv. Ha be akarja fogadni Isten szeretetét, le kell mondania arról, hogy önmagát szeresse a legfőképpen. 
A főember hamar átlátta, mi mindent rejtenek Krisztus szavai, és elszomorodott. Ha megismerte volna a felajánlott ajándék értékét, gyorsan felsorakozott volna Krisztus követői közé. A zsidók tekintélyes tanácsának tagja volt, és Sátán kecsegtető jövőbeli kilátásokkal kísértette. Kívánta a mennyei kincset, de a gazdagsága által nyújtott ideiglenes előnyöket is. Sajnálta, hogy ez a feltétel egyáltalán létezik. Örök életre vágyott, de nem volt hajlandó ezért áldozatot hozni. Az örök élet ára túl nagynak tűnt, szomorúan távozott, „mert igen gazdag volt” (Lk 18:23)
Állítása, hogy megtartja Isten törvényét, tévedés volt. Megmutatta, hogy bálványa a gazdagság. Nem tarthatta meg Isten parancsolatait, míg a világ volt az első érzelmeiben. Jobban szerette Isten ajándékait, mint magát az Adományozót. 
Visszautasította az örök élet ajánlatát, és elment, hogy ezután örökké a világnak adja imádatát. A hívők átmennek ezen a próbán: mérlegre kell tenniük Krisztust a világgal szemben, és sajnos sokan a világot választják.
Krisztus viszonyulása az ifjúhoz példaként áll előttünk. Isten adta nekünk a viselkedési szabályt, melyet minden szolgájának követnie kell. Ez pedig a törvénye iránti engedelmesség, amely azonban nemcsak jogszerű, hanem áthatja az életet, és kifejezésre jut a jellemben. Isten saját jellemének mértékét állítja mindenki elé, aki országának alattvalója akar lenni. Csak azokat, akik Krisztus munkatársai lesznek, csak azokat, akik így szólnak: „Uram, mindenem, amim van és minden, ami vagyok, a Tiéd”, ismeri el Isten fiainak és leányainak.
Krisztus nem kecsegteti követőit földi dicsőséggel, sem földi gazdagsággal. Ellenkezőleg, utal arra a kiváltságukra, hogy Urukkal együtt járhatják az önmegtagadás útját, és vele együtt szenvedhetik el a szemrehányásokat, a gyalázatot, mivel a világ nem ismeri őket.
```
Ha 
„valaki közületek búcsút nem vesz minden javaitól, nem lehet az én tanítványom”
.
[
17
]
```

Akik Isten szolgálatát teljesítik, azoknak nem a földi javakat kell gyűjtögetniük és önző vágyaikat kielégíteniük.
Midőn átadjuk magunkat Istennek, természetesen mindazt fel kell adnunk, ami elválasztana Tőle bennünket. Azért mondotta a Megváltó: „Eképpen azért valaki közületek búcsút nem vesz minden javaitól, nem lehet az én tanítványom” és „mondom nektek: könnyebb a tevének átmenni a tű fokán, mint a gazdagnak Isten országába jutni.”. Jézus félreérthetetlenül adta tudtunkra a lehetetlenséget.
Mindazt el kell hagynunk és fel kell adnunk, ami szívünket elvonhatja Istentől.
A gazdagság sok ember bálványa. A pénz szeretete, a vagyonszerzés vágya az az aranylánc, amely Sátánhoz kötözi őket. Gondtalan, kényelmes és felelősség nélküli élet, rang és méltóság szintén oly bálványok, melyeket sokan imádnak. Azonban szét kell törnünk a rabszolgaság eme bilincseit. Nem lehetünk félig Istené, félig pedig a világé. Nem vagyunk Istennek a gyermekei, ha nem vagyunk teljesen azok.
Minden megtért embernek az élet nagy kérdése az Istenhez és az örök dolgokhoz való viszony. De ma melyik egyházban található meg az Istennek szentelt lelkület? A hívek büszkék és a világot szeretik. Most sem tagadják meg énüket jobban, most sem akarják inkább felvenni a keresztet és követni a szelíd, alázatos Jézust, mint megtérésük előtt. A vallás a hitetlenek és a kétkedők gúnytárgya lett, mert oly sok vallásoskodó ember nincs tisztában a vallás elveivel. A kegyesség erejét sok egyház már alig ismeri. A szórakozások, a gyülekezeti színházi előadások, a bazárok, az elegáns épületek, a hivalkodások száműzik a szent gondolatokat. Az anyagi javak és a világi foglalatosságok kötik le a tagok gondolatvilágát, és még futólag sem igen figyelnek örök érdekeikre.
Ha üdvözülni akarunk, meg kell tanulnunk a bűnbánat és az alázat leckéjét a kereszt lábánál. Nem juthatunk be Isten országába, ha olyanok maradunk, mint azelőtt voltunk. A megszentelődésre csak úgy juthatunk, ha énünket megtagadjuk, és Krisztus lelkülete tölt el. A büszkeséget és az önhittséget keresztre kell feszítenünk.
Aki Krisztusnak akar szolgálni, nem követi a világ felfogását, és nem állhat azzal azonos állásponton. A mennybe vezető út sokkal keskenyebb, semhogy rang vagy gazdagság elférnének rajta; keskenyebb, semhogy kielégíthetnénk a becsvágyat, amely az önző ént tekinti középpontnak. Sokkal meredekebb és sziklásabb, semhogy a kényelemhez ragaszkodók megmászhatnák. Munka, türelem, önmegtagadás, gáncs, a bűnösök ellentmondása volt Krisztus osztályrésze; nekünk mindezt szintén vállalnunk kell, ha Isten országába akarunk jutni.
```
Senki sem szolgálhat két úrnak. Mert vagy az egyiket gyűlöli és a másikat szereti; vagy az egyikhez ragaszkodik és a másikat megveti. Nem szolgálhattok Istennek és a Mammonnak.
[
22
]
```

Senki sem helyezkedhet semleges álláspontra. Nincs középút. Aki magát nem adja át teljesen Istennek, idegen hatalom uralma alatt áll, idegen hangra hallgat, amelynek sugalmazásai egészen más jellegűek. Krisztus követőiben kíván élni, tagjaik és képességeik által akar tevékenykedni. Akaratukat alá kell rendelniük az Ő akaratának. Szellemében kell cselekedniük; ekkor azonban többé nem ők élnek, hanem él bennük a Krisztus. A megosztott szolgálat az embert az ellenség oldalára vezeti.
Ha önző énünket megtagadtuk, és Isten gyermekeivé lettünk, akkor Isten családjának tagjai vagyunk, és Atyánk házában minden a miénk. Isten minden kincse rendelkezésünkre áll, úgy a jelen, mint az eljövendő világé is. Az angyalok szolgálata, a Szentlélek adományai és szolgáinak munkája: minden értünk történik. Miénk a világ és mindaz ami azt betölti, feltéve, hogy a javunkat szolgálja. Még a gonosz ellenségeskedése is áldásunkra van, mert a menny számára nevel bennünket. „Ha Krisztuséi vagytok, úgy minden a tiétek”.
A romlott emberi természet mindig elő akar törni belőlünk, készen a harcra, de aki Krisztustól tanul, az megszabadul önző énjétől, a büszkeségtől és az uralomvágytól; lelkében békesség honol, mert önmagát Isten Lelkének adta át. Többé nem igyekszünk magunknak a legjobb, a legfőbb helyeket biztosítani; nem igyekszünk mások figyelmét magunkra vonni, tudva, hogy számunkra a legmagasztosabb hely Üdvözítőnk lábánál van. Jézusra nézünk fel, hogy vezessen; szavára figyelünk, hogy irányítsa életünket.Pál apostol mindezt átélte, és így szólt: 
```
„Krisztussal együtt megfeszíttettem. Élek pedig többé nem én, hanem él bennem a Krisztus; amely életet pedig most testben élek, az Isten Fiában való hitben élem, aki szeretett engem, és önmagát adta érettem”.
[
24
]
```

Jézus a keskeny és meredek ösvénnyel és a szoros kapuval ábrázolta hallgatóinak az Isten országába vezető utat, amellyel a keresztény életét ismertette. 
```
Menjetek be a szoros kapun. Mert tágas az a kapu és széles az az út, amely a veszedelemre visz, és sokan vannak, akik azon járnak. De szoros az a kapu és keskeny az az út, amely az életre visz, és kevesen vannak, akik megtalálják azt.
[
25
]
```

Az út, amelyet számunkra kijelölt: szűk, rögös és nehéz a kapun átjutni, mert az aranyszabály minden büszkeséget és önzést kizár. Ha ezt az utat választjuk, akkor állandóan kapaszkodnunk kell felfelé, mert ez az út meredek. Kevés útitársunk lesz, mert a nagy tömeg a széles, lefelé vezető utat választja. A szélesebb út vége azonban kárhozat. A kárhozat útján a legnagyobb kényelemmel haladhat az emberek zöme, minden világiasságával, haszonlesésével, büszkeségével, becstelenségével és erkölcsi züllöttségével. Ott bő alkalom kínálkozik mindenkinek, hogy saját hajlamait kövesse, s hogy azt cselekedje, amit önzése kíván. Keresni sem kell a kárhozat útját, mert a kapu tágas, az út széles, s minden megerőltetés nélkül haladhatunk rajta.
Az élet minden tette, bármilyen kicsiny is, vagy jót, vagy rosszat hordoz magában. Kicsiny dolgok teszik próbára a jellemet. A naponként vidám, készséges szívvel végrehajtott egyszerű, önmegtagadó cselekedetekre Isten örömmel tekint és megáldja azokat. Nem önmagunkért kell élnünk, hanem másokért. Csak akkor lehet életünk áldás, ha önmagunkat elfelejtve ápoljuk magunkban a szerető, segítőkész lelkületet. Az apró figyelmességek, a kicsi, egyszerű szívességek az élet örömeit alkotják, elmulasztásuknak pedig nem kis részük van az ember boldogtalanságában.
A megszentelt keresztény élet mindig világosságot, vigasztalást és békességet áraszt. Az ilyen életet lelki tisztaság, egyszerűség és hasznosság jellemzi. Ezt az életet az önzetlen felebaráti szeretet vezérli. Az ilyen élet telve van Krisztus lelkületével és a keresztény ember bárhova megy is, mindenütt ott hagyja maga után világossága fénylő lábnyomait.

### Táplálkozás
```
Dániel azonban elhatározta, hogy nem szennyezi be magát a király ételével és azzal a borral, amelyet ő szokott inni. Megkérte hát az udvarmestert, hogy ne kelljen magát beszennyeznie... Dániel ezt mondta a felügyelőnek: Engedjék meg, hogy zöldségféléket együnk, és vizet igyunk...
[
28
]
```

Dániel és társainak története a Biblia lapjain megörökíttetett az utókor hasznára. Számukra a kicsapongás, a királyi lakomák, majd az azt követő testi ernyedtség egy bűnös dolognak számított, egy szentségtörő visszaélés az emberi testtel. Ők ragaszkodtak egyszerű, egészséges szokásaikhoz, amelyek testi egészséget és éles értelmet biztosítottak számukra.
A szellemi képesség, a testi erő, az energia és a hosszú élet meghatározott természeti törvényektől függnek. E tekintetben nem létezik véletlen vagy esélyek.
A mai ember számára is – Dánielhez hasonlóan – a veszély a túl nagy bőségben rejlik. Állandó kísértésben vagyunk, hogy túlkapásokat, visszaéléseket kövessünk el a testünkkel szemben. Ha valamikor szükséges volt, hogy a legegyszerűbb étrenden éljünk, akkor erre ma fokozottan kell ügyelnünk. Az ember még soha nem távolodott el a természettől ennyire, mint napjainkban. 
Sokan nagy mértékben ártanak testüknek azáltal, hogy nem figyelnek az élet törvényeire. 
Ha étvágyunkat és az ételek utáni kívánságunkat nem tartjuk szigorú ellenőrzés alatt és ha nem vagyunk mértékletesek evésben és ivásban, akkor nem maradhatunk egészségesek testben és elmében. A betegségek, az idő előtti öregedés és halál abból következnek, ha Istentől távoli világi utakon járunk. A természeti törvények áthágása mindig büntetést vont maga után.
„Vagy nem tudjátok-e, hogy testetek, amit Istentől kaptatok, a bennetek levő Szentlélek temploma, és ezért nem a magatokéi vagytok? Mert áron vétettetek meg: dicsőítsétek tehát Istent testetekben.”
A saját rossz szokásai révén az emberiség mindenféle betegséget vont magára, mert nem tanulmányozták, hogy miképp élhetnének egészséges módon vagy pedig semmibe vették az élet törvényeit. Sokan már a szüleik helytelen életmódja miatt jutottak egy siralmas állapotba, de a legtöbben a saját életmódjuk miatt szenvednek. 
A természeti törvények áthágása – a következményeivel együtt – a szenvedés és idő előtti halál. Ezen jelenség annyira jellemzővé vált a világban, hogy sokan az emberiségre kivetett sorsnak tekintik. Pedig Isten nem teremtette az embert ilyen gyenge és leromlott állapotban, amely állapot nem a Teremtő, hanem az emberek műve.
Az emberek többsége így gondolkodik: együnk, igyunk, holnap úgyis meghalunk! Az igazság az, hogy a legtöbb ember egyáltalán nem hal meg olyan könnyen. Ha pedig ez ostoba elmélet szerint élünk, akkor – még ha ma egészségesek vagyunk is – 10-20-30 év múlva teherként fogjuk cipelni elnehezült testünket. 

Az étele, itala sokszor testi mérge az embernek, amely nem képes a testébe ideálisan áthasonulni sem. Kezdetét veszi az ember kálváriája és a táplálék-drogizált, ördögi körben függő élete. Az ember éli degeneratív életét a degeneratív táplálékokon. A következmény pedig a süllyedő hajó effektus, egyre több szenvedés közepette.
Az emberek azt képzelik, hogy szakíthatnak a természeti törvények igazságos törvényeivel. Mennyire tévednek! Isten törvényeit büntetlenül soha, senki nem szegheti meg. A bűnökért mindig fizetni kell.
Betegségeink legnagyobb részét a táplálkozási hibák és a helytelen életmód okozza. A mai ember elfogadja az élet részének, hogy a betegségek hozzá nőttek, nem ismeri fel azok valós okát, vagy pedig elsiklik felette. Testi egészségünket nagyrészt az tartja meg, amit eszünk és iszunk. A táplálék testünk minden részének építőanyaga: hajunknak, szemünknek, csontjainknak, húsunknak és vérünknek egyaránt. A kinézetünket, az általános közérzetünket és a gondolkodásunkat is befolyásolja az, amit elfogyasztunk.
Első látásra semmiféle kapcsolatot nem látunk az elfogyasztott táplálék és agyunk működése között. Mivel azonban elfogyasztott táplálékunk testünk minden részének állapotára hatással van, ételünk gondolkodásmódunkat, viselkedésünket is befolyásolja. Természetesen leginkább nem az számít, mit ettünk legutóbb, hanem az, hogy mit eszünk és iszunk általában.
```
„Akár esztek tehát, akár isztok, bármi mást cselekesztek, mindent Isten dicsőségére tegyetek.”
[
32
]
```

A természeti törvények áthágása Isten törvényeinek áthágását jelenti. Önmegtagadást, mértékletességet és egyszerűséget követel meg Isten az igaz követőitől – akiket különös módon vezérel és megáld – amely egyben megkülönbözteti őket az ezen elfajult kor embereinek egészségrontó, különc szokásaitól. Divatos dolog kielégíteni a testi kívánságot azon reklámozott csemegék és italok iránt, amelyek aztán természetellenes ingereket idéznek elő és megerősítik az állatias indulatokat, elzsibbasztva az erkölcsi képességeket. Senki sem nyerhet biztosítékot, hogy diadalmasan fog kikerülni a keresztényi élet harcából, ha nem határozza el magát arra, hogy mértékletességet és önkontrollt tanúsítson mindenben.
```
Tartóztassátok meg magatokat a testi kívánságoktól, amelyek a lélek ellen harcolnak!
 
[
33
]

Megtagadván a világi kívánságokat, mértékletesen, igazán és szentül éljünk a jelenvaló világon !
 
[
34
]
```

Az ókori görögök így fogalmaztak: ép testben ép lélek lakozik. Vagy fordítva is mondhatnánk: egy beteg testnek beteg gondolatai vannak.
Egy beteg test, valamint egy elme, – amely a romboló testi kívánságoknak való folytonos engedés következtében rendellenessé vált – lehetetlenné teszi a test és lélek megszentelődését. Képtelenek vagyunkk Istent megfelelően dicsőíteni és Jézust követni, ha nem vagyunk egészségesek testben és elmében.
Félelmetesen és csodálatosan formálta meg a Teremtő az emberi testet. Felszólít bennünket, hogy tanulmányozzuk azt, értsük meg szükségleteit, és tőlünk telhetően védjük minden tisztátalanságtól.
Pál apostol így írt:
```
Megsanyargatom és engedelmessé teszem a testemet, hogy amíg másoknak prédikálok, magam ne legyek alkalmatlanná a küzdelemre.
[
36
]

Akik pedig Krisztus Jézuséi, a testet megfeszítették szenvedélyeivel és kívánságaival együtt.
[
37
]
```

### Keresztelő János
Keresztelő János és Jézus idejében is széles körben elterjedt a nyereségvágy, a fényűzés és a nagyzás. Az érzéki örömök, a lakomázás és ivás testi betegségeket, elkorcsosulást okoztak, csökkentették a bűnnel szembeni érzékenységet, bénították a lelki fogékonyságot. Keresztelő Jánosnak reformátorként kellett fellépnie. Önmegtartóztató életével és egyszerű ruházatával korának túlkapásait kellett megrónia. Keresztelő János – akit Jézus a korának legnagyobb embereként nevez- a lemondást választotta az élet élvezeteiről, a fényűzésről a szigorú fegyelem javára.A puszta környezete kedvezett az egyszerűség és önmegtagadás elsajátításának. Nem zavarta a világ zaja, tanulmányozhatta a természet, a kinyilatkoztatások és az isteni gondviselés leckéit. Számára a sivatag magánya menekvés volt a társadalomból, amelyet a gyanakvás, a hitetlenség és az erkölcstelenség csaknem teljesen áthatott. Nem bízott abban, hogy saját erejéből ellen tud állni a kísértésnek, irtózott a bűnnel való állandó érintkezéstől, nehogy elveszítse érzékenységét a bűn állandó rombolásával szemben.
Keresztelő János azzal, hogy Krisztus első adventjét készítette elő, azokat jelképezte, akiknek a mai társadalmat kell elkészíteniük Jézus második eljövetelére. A mai világban is az egyéni vágyak kielégítése a cél. Mindazoknak, akik istenfélelemmel szentségre törekszenek, meg kell tanulniuk a mértékletesség, az egyszerűség és az önuralom leckéit.
Jézus így beszélt az embereknek, akik K. Jánoshoz csak kíváncsiságból mentek: „Hát mit látni mentetek ki a pusztába? Puha ruhába öltözött embert-é? Íme akik puha ruhákat viselnek, a királyok palotáiban vannak”
Keresztelő János Istentől azért hívatott el, hogy feddje korának bűneit és túlzásait. Egyszerű ruhája, önmegtagadó élete összhangban állt küldetésének jellegével. A fényűző élet nem Isten szolgáinak osztályrésze, hanem a világ uralkodóié, akik kezükben tartják a földi hatalmat és gazdagságot. Jézus fel akarta hívni a figyelmet a János, és a papok, vezetők által viselt ruhák közötti különbségre is. Ezek a tisztviselők drága köntösöket, költséges díszeket hordtak. Szerették mutogatni magukat, remélték, hogy így elkápráztatják a népet, s nagyobb tiszteletet követelhetnek maguknak. Jobban igyekeztek megnyerni az emberek csodálatát, mint a szívbéli tisztasággal Isten jóváhagyását. Ezzel elárulták, hogy nem Istenhez hűek, hanem e világ hiúságához.
János ruházatában, viselkedésében semmi sem utalt rangra. Külsőleg egyszerű ember, hozzájuk hasonlóan a szegények egyszerű öltözetét hordta.
A farizeusok csúfolták Jánost önmegtagadó életéért, egyszerű szokásaiért, szerény öltözetéért, és fanatikusnak nyilvánították. Mivel János elítélte képmutatásukat, ők is visszautasították szavait, és megpróbálták az embereket ellene uszítani.
Majd amikor Jézus elvegyült a nép között, asztaluknál evett-ivott, falánksággal, iszákossággal vádolták meg és Keresztelő János egyszerű életét állították szembe Jézus életmódjával, aki vámszedőkkel és bűnösökkel lakomázik.
Ahogyan Sátán Istent hamis színben tünteti fel, és saját tulajdonságait ruházza Rá, az istentelenek éppúgy festenek torz képet Isten küldötteiről.

### A tanítványok
Abban az időben történt, hogy odamentek Jézushoz a tanítványok és megkérdezték tőle: „Ki a legnagyobb a mennyek országában?” Odahívott egy kisgyereket, közéjük állította, és azt mondta: „Bizony mondom nektek, ha nem változtok meg, s nem lesztek olyanok, mint a gyerekek, nem mentek be a mennyek országába. Aki megalázza magát, mint ez a gyerek, az a legnagyobb a mennyek országában. Aki befogad egy ilyen gyereket a nevemben, engem fogad be. De aki megbotránkoztat csak egyet is ezek közül a kicsik közül, akik hisznek bennem, jobban járna, ha malomkövet kötnének a nyakába és a tenger fenekére vetnék.”
A menny értékelése szerint nem abból áll a nagyság, amit a világ annak tart: gazdagság, rang, előkelő származás, hírnév, hatalom vagy szellemi adottságok önmagukban.
A galileai halászok – Jézus tanítványai – egyszerű, tanulatlan, szegény emberek voltak, de Krisztus, a világ világossága tökéletesen képesíteni tudta őket arra a megbízatásra, melyet számukra kiválasztott. A Megváltó nem vetette meg a műveltséget, mert a szellemi kultúra áldás, ha Isten szeretetének irányítása alatt áll, és az Ő szolgálatára szentelik. Mégis mellőzte korának bölcseit, mert azok oly magabiztosak voltak, hogy nem tudtak együtt érezni a szenvedő emberiséggel, s így Jézus munkatársaivá válni. Elvakultságukban méltóságukon alulinak tartották, hogy Krisztus tanítsa őket.
Krisztus követői között a nagyság nem a földi méltóságban vagy a dicsőségben áll, hanem Krisztus életének és magatartásának pontos követésében.

### Az őskeresztények
Az őskeresztények Jézust tartották állandóan lelki szemeik előtt, és azokat az igazságokat igyekeztek megvalósítani, amelyeket Mesterüktől tanultak. A világról lemondó, istenfélő, erkölcsös, testvéries életet éltek, amelyre az őszinte, mély jámborság és a szeretet volt jellemző. Feláldozták földi jólétüket mások megsegítéséért és az evangélium hirdetéséért. 
Vagyonközösségben éltek, a hívők pedig egész vagyonukat a gyülekezet rendelkezésére bocsátották.  Ez nem az apostolok által elrendelt kötelező gyakorlat volt, hanem mint a „Lélek gyümölcse” belülről késztette őket.
- „Birtokaikat és javaikat eladták, s az árát szétosztották azok közt, akik szükséget szenvedtek. Egy szívvel-lélekkel mindennap összegyűltek a templomban. A kenyeret házaknál törték meg, s örömmel és egyszerű szívvel vették magukhoz az ételt. Dicsőítették az Istent, és az egész nép szerette őket.”[41]

A szent iratokat tükörként a lelkük elébe állították. Az étkezéseknél tartózkodtak minden kicsapongástól, mert tudták, hogy Isten jelen van, és látja cselekedeteiket. Az étkezések elején és végén is imádkoztak. Mélyen megalázták magukat és heti két napot böjtöltek.

### Későbbi keresztények
Assisi Szent Ferenc a szegénységgel és jósággal teljes életével kísérelte meg átültetni a valóságba a lemondásnak és az emberek szolgálatának Krisztus által hirdetett ideálját. Jézus azon szavait, amelyekkel a tanítványait a világba küldte: Ne legyen se aranyatok, se ezüstötök, se rézpénz az övetekben, sem úti tarisznyátok, se két ingetek, se sarutok, se bototok valósította meg az életében. Idővel egyre többen csatlakoztak hozzá, ők alkották meg a későbbi Ferences rendet. 
```
A szent, tiszta egyszerűség megszégyeníti e világ minden bölcsességét és a test bölcsességét. 

A szent szegénység megszégyeníti a világ minden kapzsiságát, fukarságát és aggályait. 
A szent alázatosság megszégyeníti a gőgöt.. a szent szeretet megszégyenít minden ördögi és a testi kísértést
[
45
]
```

### Koldulórendek
A koldulórendek (mendikánsok) katolikus szerzetesrendek, melyeknek közös jellemzője, hogy a monasztikus rendektől eltérően nem vonulnak ki a társadalomból a tökéletességet keresve, hanem a világiak között élnek és tevékenykednek. A kolduló jelző arra utal, hogy a rendek szabályzata alapításuk idején megtiltotta számukra a jelentős tulajdonszerzést, így saját munkájukból és (egyre növekvő arányban) adományokból biztosították megélhetésüket. Később a szabályt mindegyik rendben enyhítették, vagy teljesen el is hagyták.

### A keresztény reformátorok
A történelem folyamán a legnevesebb keresztény reformátorok szerény emberek voltak, akiket nem szédített meg a rang, nem befolyásolt a papi osztály dőzsölése. Ők az alázatosság, az önmegtagadás, az egyszerűség és kegyesség bibliai mércéjét tartották szem előtt.
Husz János alázattal beszélt saját hibáiról. Elismerte, hogy egykor „élvezettel viselt pompás öltözéket, és órákat fecsérelt el haszontalan dolgokkal”. Majd ezeket a megható intelmeket tette hozzá: „Bárcsak Isten dicsősége és lelkek mentése foglalkoztatná elmédet”, és nem a földi javak! „Óvakodj attól, hogy a házadat jobban ékítsd, mint a lelkedet! Mindenekelőtt lelked építésére legyen gondod! Légy jóindulatú és önzetlen a szegényekhez, és anyagi javaidat ne pazarold lakomákra!” 
Luther Márton szegény család sarja volt. Amikor egy római látogatásra utazott el, gyalog ment, és útközben kolostorokban szállt meg. Az egyik olaszországi kolostor gazdagságán, pompáján és fényűzésén mélyen elcsodálkozott. A fejedelmi jövedelmet élvező szerzetesek pompás lakosztályokban laktak, a legdíszesebb és legdrágább ruhákba öltözködtek, roskadozó asztalokról lakomáztak. Luther fájó kétségek között állította szembe e képpel saját önmegtagadását és viszontagságait, és elbizonytalanodott. A papság minden osztályában romlottságot látott. A szerzetesek és a polgárok közé vegyülve tékozlással és kicsapongással találkozott. Majd ezt írta a pápáról: „Borzalmas dolog látni, hogy az az ember, aki magát Krisztus helytartójának nevezi, olyan hatalommal hivalkodik, amellyel egy császár sem vetekedhet. Ilyen volt-e a szegény Jézus vagy az egyszerű Péter? ... Túlszárnyalhatja-e a helyettes birodalma a feljebbvalójáét?” Később a Erfurtban zsúfolt gyülekezetnek tolmácsolta szavait: „Gazdag vagy? Javaid enyhítsék a szegények nyomorát! .. Ha fáradozásod csupán magadnak hasznos, akkor szolgálatod, amelyet Isten előtt színlelsz, hazugság.”
John Wesley, a metodista mozgalom alapítója a pénz helyes felhasználásáról ezt mondta: „Ebből az értékes talentumból semmit se pazaroljatok el csupán a szem kívánságainak kielégítésére, fölösleges vagy költséges öltözetre, vagy szükségtelen díszekre. Semmit se pazaroljatok házatok különleges felékesítésére; fölösleges vagy költséges bútorokra, drága képekre, festményekre, aranyozásra! ... Semmit se költsetek az élet kérkedésének kielégítésére, az emberek csodálatának vagy dicséretének elnyerésére... »Amíg jólétben vagy, addig az emberek jót mondanak rólad«, amíg »bíborba és patyolatba« öltözöl, »mindennap dúsan vigadozván«, kétségkívül sokan megdicsérik eleganciádat, bőkezűségedet és vendégszeretetedet. De ne vedd meg ilyen drágán dicséretüket! Inkább elégedj meg azzal a tisztességgel, ami Istentől származik!”

## Buddhizmus
Az egyszerűség a Buddha által tanított alapelv a belső igazság és béke teljes megvalósítása érdekében. Megfogalmazása szerint az élet szenvedéseit az okozza, hogy az ember szüntelenül sóvárog valami után. A bölcs embernek le kell mondania vágyairól és akkor maga is megvilágosodott emberré, buddhává válhat.
Buddha és társai egyszerűen éltek, és csupán annyi tulajdonnal rendelkeztek, ami megélhetésükhöz feltétlen szükséges volt.
A szerzetesek és későbbi követőik a meditációs gyakorlás, az egyszerűség és a lemondás mentén élték életüket.
„Az egyszerű és szegény élet többek között az, ami hozzásegíti az embert az elme megtisztításához és az élet egyszerűbbé tételéhez. – írja a dhammapada
```
Ha az ember egyszerűen él, akkor elégedettnek kell lennie. Az egyszerűség rendkívül fontos a boldogsághoz. Létfontosságú, hogy teljesüljön néhány vágyunk, és hogy elégedettek legyünk azzal, amink van. Legyen éppen elég élelmünk, legyen ruhánk, legyen tető a fejünk fölött, amely megvéd az elemektől. Végül igen nagy boldogság származik abból is, hogy az egyszerűségből adódóan elkerüljük a szellemi konfúziót és elmélyülhetünk segítőkészségünk kiművelésében.
 – 
Tendzin Gyaco
 dalai láma
[
49
]
```

A nekkhamma (szanszkrit: नैष्काम्य) magyar fordítása „lemondás” vagy „a lemondás öröme”, de átvitt értelemben az jelenti, hogy „felhagyni a világi élettel és szent életet folytatni”, amely „mentes a kéjtől, a sóvárgástól és a vágyaktól”. A lemondás a megvilágosodáshoz vezető út része és a tíz „tökéletesség” (páramí) közül az egyik. 

## Hinduizmus
A védikus iratok alapján a lemondás a vallás négy egyetemes alapelvének egyike, amely biztosítja az ember lelki felemelkedését, elutasítása pedig erkölcsi és lelki hanyatláshoz vezet. A Védák alapján az anyagi világban az anyagi energia személyisége (māyā-devi) gyakorol hatást az emberekre és lehúzza őket az anyagi lét „mocsarába”, illúzióval fedve be őket. A „māyā” (az anyagi világ illúziója) hamis élvezeteket kínál a világban és eltereli az emberek figyelmét Istenről. Az anyagi illúzió hatása alatt az ember hamis egója alatt gondolkodik. Valódi helyzetét akkor ismerheti fel, amikor megszabadul minden materialista és érzéki gondolattól.
Nem sok választja el az önzést, az önzetlenségtől, a szeretetet, a gyűlölettől. Ha valaki túllép e határvonalon, örömét lelheti abban, ha másokért tehet anélkül, hogy viszonzást várna cserébe. Ez a legnagyobb öröm mind közül; alapvető lépés a megvilágosodáshoz vezető úton. Az önző ember sohasem juthat el idáig, mert az egója által kiépített határok között marad. Az egó az, ami az élet minden területén korlátozza az egyént, azt érezteti hogy nem tartozik Istenhez. Rengeteg tolvaj van, de ezek közül a tolvajok közül az egó a legrosszabb. Ez a tolvaj képes ellopni minden isteniséget. Az emberi egó valami nagy, nagyszerű és pompás dolgot akar tenni, de ez az egyedi dolog nem feltétlenül az, amit Isten akar, hogy tegyünk.
Az emberi egó állandóan zaklat minket. De ha az egyén isteni egóval rendelkezik, akkor azt érzi: Isten fia (lánya) vagyok. Ekkor nem választjuk el magunkat Isten teremtésének többi részétől. A spirituális törekvő felismeri, hogy Tőle származik, a Legfelsőbbtől, az Abszolúttól, ezért neki is istenivé kell válnia. A közönséges egót – ami megköti – átalakítja isteni egóvá, ami az egész világot a sajátjának tartja.
A Bhagavad-gítá tanítása alapján, ha valaki feladja minden e világhoz kötő vágyát és teljes menedéket keres a Legfelsőbb Úrnál, számára nincs veszteség vagy elbukás semmilyen értelemben.
Ahogy a teremtett univerzum alá van rendelve Brahmannak, ugyanúgy az embernek is alá kell rendelnie az általa létrehozott dolgokat – érzelmei és önző ragaszkodása világát – önvalójának. Az embernek uralnia kell világi kapcsolatait, ahelyett, hogy azok áldozatává válna. Aki ura önző ragaszkodásainak, és világi kapcsolatait úgy kezeli, mint a magasabb céljai elérésére szolgáló eszközöket, az megszabadul minden szenvedéstől.
Az Ísá-Upanisadok fő tanításai között szerepel:
- Ne alakíts ki ragaszkodást az élvezetek tárgyai iránt a Földön!
- Ne sóvárogj semmi után és ne legyen benned kapzsiság! Úgy tekints a vagyonra és a tulajdonra, hogy azok Istenhez tartoznak! Használd ezeket Isten felismerésének eszközeiként!

Az ember csak annyit tartson meg a tulajdonaiból, amennyi ebben az életben szükséges a legfőbb cél felé tartó útján.
Mahatma Gandhi, a spirituális és politikai vezető elveinek megfelelően tartózkodott a fölösleges költekezéstől. Meg akarta mutatni, hogy nemcsak átérzi, hanem osztja is honfitársainak sorsát, ezért ő is a legszegényebbek által viselt ruhát hordta (amelyet maga készített és mosott is) és igen szerény körülmények között élt. Erkölcstelennek érezte a hivalkodó öltözéket, a dús lakomákat, a paloták csillogását, amíg az indiai parasztnak nincs váltás ruhája, kétszeri étkezésre sem futja, és sárkunyhóját elmossa az eső. Magáról többször úgy nyilatkozott, hogy egy szegény koldus, mégis a világ leggazdagabb emberének érzi magát, mert soha nem szenvedett hiányt sem önmagát, sem a közérdekű céljait illetően. „Isten mindig idejében és csalhatatlan biztonsággal válaszolt. A világ talán nevethet azon, hogy minden tulajdonról lemondok. Ez a vagyontalanság nekem hasznomra vált. Szeretném, ha a többi ember is hozzám hasonlóan elégedett lenne. A legnagyobb kincs az, ami a birtokomban van.”
```
Minden önző vágy erkölcstelen, míg az a vágy, hogy magunkat jobbá tegyük azzal a céllal, hogy másoknak jót tehessünk, valóban erkölcsös
. Azoknak, akik az erény útját járják, nem szabad elveszteniük bátorságukat arra a gondolatra, hogy az erény olyan ritka ezen a világon, és hogy az erkölcsös emberek a kisebbséget alkotják. Kötelességük egyszerűen azt tenni, ami helyes, a többit bízzák Istenre.
 – M. Gandhi
[
54
]
```

```
Alázatosság, egyszerűség, önszabályozás, az érzékkielégítés tárgyairól való lemondás, mentesség a hamis egótól... az isteni természettel megáldott ember jellemzői. Ezt mind tudásnak nyilvánítom, az ezzel ellenkezőt pedig tudatlanságnak.
 (
Bhagavad Gíta
)
[
55
]
```

A Krisna-tudatú hívők a védikus szabályok követését különösen fontosnak tartják. Az általuk hordott hagyományos indiai öltözet viselése a vaisnava hagyományra való tartozásra és az egyszerű életvitelre utal, amely mindenki számára lehetővé teszi, hogy az illető Istennek szentelte az életét. A férfi hívők fejének kopaszsága a világi élvezetekről és ragaszkodásokról való lemondásra utal, a tarkón meghagyott hajtincs pedig az egyistenhit szimbóluma. A tanítványoknak előírják, hogy legyenek elégedettek annyi vagyonnal, amennyi épp csak a létfenntartáshoz szükséges. Nem szabad, hogy több vagyon felhalmozására törekedjen, mint amennyi szükséges egy egyszerű élethez.
A Srímad Bhágavatam leírása alapján minden természetes forrást a végső teremtő teremt, s ezért minden élőlénynek joga van részesedni belőle. Majd később azt írja, hogy az embernek csak annyi vagyona kell legyen, amennyi elegendő az élete fenntartásához, és ha többre vágyik, vagy ha többet vesz el, mint amennyi járna, akkor bűnhődnie kell.
A. C. Bhaktivedánta Szvámi Prabhupáda írja a Bhagavad-gíta kommentárjában: Senkinek sem szabad arra vesztegetnie az idejét, hogy pénzszerzésen törje a fejét; ha mégis így tesz, akkor rossz célra használja gondolkodóképességét. Az elménket arra kell összpontosítanunk, hogy megértsük azt, amire az emberiségnek a leginkább szüksége van.
```
Csak egyetlen dolog van ezen a világon, amit érdemes birtokolnunk, és ez a megvilágosodás.
 (
Sri Chinmoy
)
[
59
]
```

Az aparigraha (szanszkrit:अपरिग्रह) jelentése: nem-birtoklás, birtoklás-mentesség, nincstelenség, az anyagi dolgokról lemondás. Az ind filozófiában és vallásokban használt fogalom: csak a létfenntartáshoz szükséges dolgok megtartása. A dzsainizmusban az öt fogadalom egyike. Patandzsali így írt a Jóga-szútráiban: „Az, aki többé semmit sem kíván egyéni tulajdonul, megismeri a lét keletkezésének titkát”.
Szvámi Sivánanda tanította: Ne kötődj semmilyen tárgyhoz! Ne akarj semmit birtokolni! A birtoklás csak fájdalmat szül... Hagyd hogy mások vagyonokat halmozzanak fel, milliomosokká vagy gyártulajdonosokká legyenek! Ők valójában mind szegények. Hadd legyen másokból ügyvéd, orvos vagy miniszter! Akkor is csak tudatlan emberek. Ne törődj a világgal! Járd a magad útját! A világ gazdagsága és tudománya semmit nem ér az önvaló tudása mellett. A világ öröme csupán egy csepp az önvaló üdvösségének tengeréhez képest. Vedd birtokodba a spirituális kincset, Brahman ragyogását, és maradj örökre az élvezője! 

## Kínai vallások
```
A bölcs.. alkot, de művét nem birtokolja, cselekszik, de nem ragaszkodik, beteljesült művét nem félti, s mert magának nem őrzi, el se veszíti... bölcsességét nem fitogtatja... kerüli a túláradót, kerüli a hivalkodót, kerüli a kápráztatót... Kincs, gőg, rang: mekkora szerencsétlenség! Alkotni, adni, majd visszavonulni: ez az égi bölcsesség.. A bölcsnek nincs önnön szíve. Szíve a nép valahány szíve. Jó a jókhoz és jó a gonoszokhoz: ez az erény jósága. A bölcs nem gyűjt, mindent az emberekért tesz és néki is jut; mindent az embereknek ád és néki is jut.
 – 
Lao-ce
: Az Út és Erény könyve
[
62
]
```

A „li” (hagyományos kínai: 禮, egyszerűsített kínai: 礼) a kínai filozófiában használt szó. Mértéket, törvényt, erkölcsöt jelent. Ha távolságot mérnek vele, annyi mint: mérföld. De használják belső mértékre is: önuralom és önfegyelem. Nem szubjektív aszkézis, hanem az ősök hagyományában levő rendtörvény alkalmazása, amely az embernek viszonyát egyszer s mindenkorra szabályozza. Li csak ott van, ahol valódi vallásosság van. Isteni mérték. Ez az a mérték, amivel az istenek az embert megmérték és meg fogják mérni, s mindig és ugyanazzal a mértékkel mérik az embert ma is. „Li”-je van annak, aki feltűnés nélkül, egyszerűen és komolyan viselkedik, minden túlzástól tartózkodik, az embert tiszteletben tartja, maga iránt tiszteletet ébreszt szavaival, viselkedésével, tetteivel, munkájával, öltözködésével, éspedig: tudatosan.

## Iszlám
```
Jaj a hitetleneknek a rájuk váró szörnyű büntetés 
(
végítélet
)
 miatt, akik jobban szeretik az evilági életet a túlvilágnál, és távol tartanak másokat is Allah 
(Isten)
 útjától, s azt kívánják.
[
64
]
 Tartsál állhatatosan azokkal, akik reggel és este egyre csak Urukhoz fohászkodnak, orcája látását áhítozván. És ne fordítsd el a tekintetedet tőlük, az evilági élet pompáját kívánva! 
[
65
]
 (Korán)
```

A lemondást gyakran csak anyagi szempontból értelmezik. A szúfik lemondásról és egyszerűségről alkotott eszményképe messze túlmutat ezen. Az igazi anyagi lemondás nem csupán a vagyon hiánya, hanem a vagyon utáni vágy hiánya is.
A szegény ember („fakír”) és a kolduló („dervis”)  olyan elnevezések, amelyeket a muszlim misztikus büszkén visel, mivel jelzik annak tényét, hogy levetett magáról minden gondolatot és vágyat, amely elméjét eltéríthetné Istentől. A szúfikat gyakran fukará („szegények”, egyes számban: fakír) néven, vagy perzsa eredetű szóval dervisekként emlegetik, leginkább a világról való lemondásuk, önként vállalt nincstelenségük miatt.
```
„Teljesen elszakadni a jelenlegi és jövőbeli élettől egyaránt, nem kívánni semmit a jelenlegi és jövőbeli élet Urán kívül – ezt jelenti igazán anyagilag lemondottnak lenni.”
```

Az arab „nafs” szó (نَفْس) a bűnös én-t, a szenvedély és vágy székhelyét jelenti. A Próféta így mondja: 
- „A te legrosszabb ellenséged a nafs, ami benned, magadban van.”

A nafs megsanyargatása a legfontosabb ájtatos tevékenység, amely az elmélkedéssel teli élethez vezet. Minden sejk (szúfi mester) egyetért abban, hogy az ilyen kötelességét elhanyagoló tanítvány sohasem tanulja meg a szúfizmus alapjait.
```
Adjátok fel e világot a jövendőbeli világért, és mindkettőt teljesen megnyeritek, de ne adjátok fel a jövendőbeli világot e világért, mert mindkettőt elvesztitek.
[
68
]
 Amikor Istennek adod a te semmiségedet, Ő neked adja Mindenét
.
[
69
]
```

Az e világi gyönyörűségek iránti vonzalom azért veszélyes, mert azok nem Isten dicsőítésének eszközéül, hanem az ember végzetéül szolgálnak: végül nem az ember birtokolja a kívánt vagyont, hanem a vagyon tartja markában az embert.
```
Óvakodjatok e világtól, minden csalárdságától, mert érintése selymes, ám mérge halálos. Amint azt a Szó (Íszá/Jézus) is mondta: napi kenyerem az éhség, ruhám durva gyapjú, lámpásom a hold, tüzem a nap, ételem az, amit a föld az állatoknak és embereknek terem; estére nem szereztem semmit, de nincs senki nálam gazdagabb.
[
70
]
```